# Agustín Radrizzani
Agustín Roberto Radrizzani, SDB (Avellaneda, Buenos Aires; 24 de septiembre de 1944-Junín, Buenos Aires; 2 de septiembre de 2020) fue un prelado católico argentino que ocupó el cargo de arzobispo de Mercedes-Luján desde 2007 hasta el 2019, año en el que renunció por motivos de edad.

## Biografía

### Sacerdocio
Fue ordenado sacerdote el 25 de marzo de 1972 en Turín, Italia.
En 1988 fue nombrado maestro del Noviciado San Miguel en la ciudad de La Plata por la Congregación Salesiana de Don Bosco, donde se encargó de la dirección espiritual de los novicios de Centeraio. Cargo que ocupó hasta el curso 1989-1990.

### Episcopado
Fue elegido obispo de la Diócesis de Neuquén el 14 de mayo de 1991 por Juan Pablo II. 
Ordenado obispo el 20 de julio de 1991, en Bernal (Argentina),  por mons. Argimiro Daniel Moure Piñeiro SDB, obispo de Comodoro Rivadavia. El 17 de agosto de 1991 tomó posesión de dicha sede. 
Fue trasladado como obispo de Lomas de Zamora el 24 de abril de 2001, de la cual tomó posesión el 23 de junio. 
Fue promovido a arzobispo de Mercedes-Luján en 2007, tomó posesión de la diócesis e inició su ministerio pastoral como tercer arzobispo (sexto diocesano) el 29 de marzo de 2008.
Falleció en la madrugada del 2 de septiembre de 2020 en el Hospital Interzonal General de Agudos de Junín, a causa de una insuficiencia respiratoria generada por una neumonía bilateral, mientras esperaba los resultados de las pruebas del COVID-19.